# Noisiel
Noisiel é uma comuna francesa localizada na região administrativa da Ilha de França, no departamento de Sena e Marne. A comuna possui 15 523 habitantes segundo o censo de 2014.